# Glyphiulus ceylanicus
Glyphiulus ceylanicus är en mångfotingart som beskrevs av Carl Graf Attems 1909. Glyphiulus ceylanicus ingår i släktet Glyphiulus och familjen Glyphiulidae. Inga underarter finns listade i Catalogue of Life.